# Bori (candomblé)

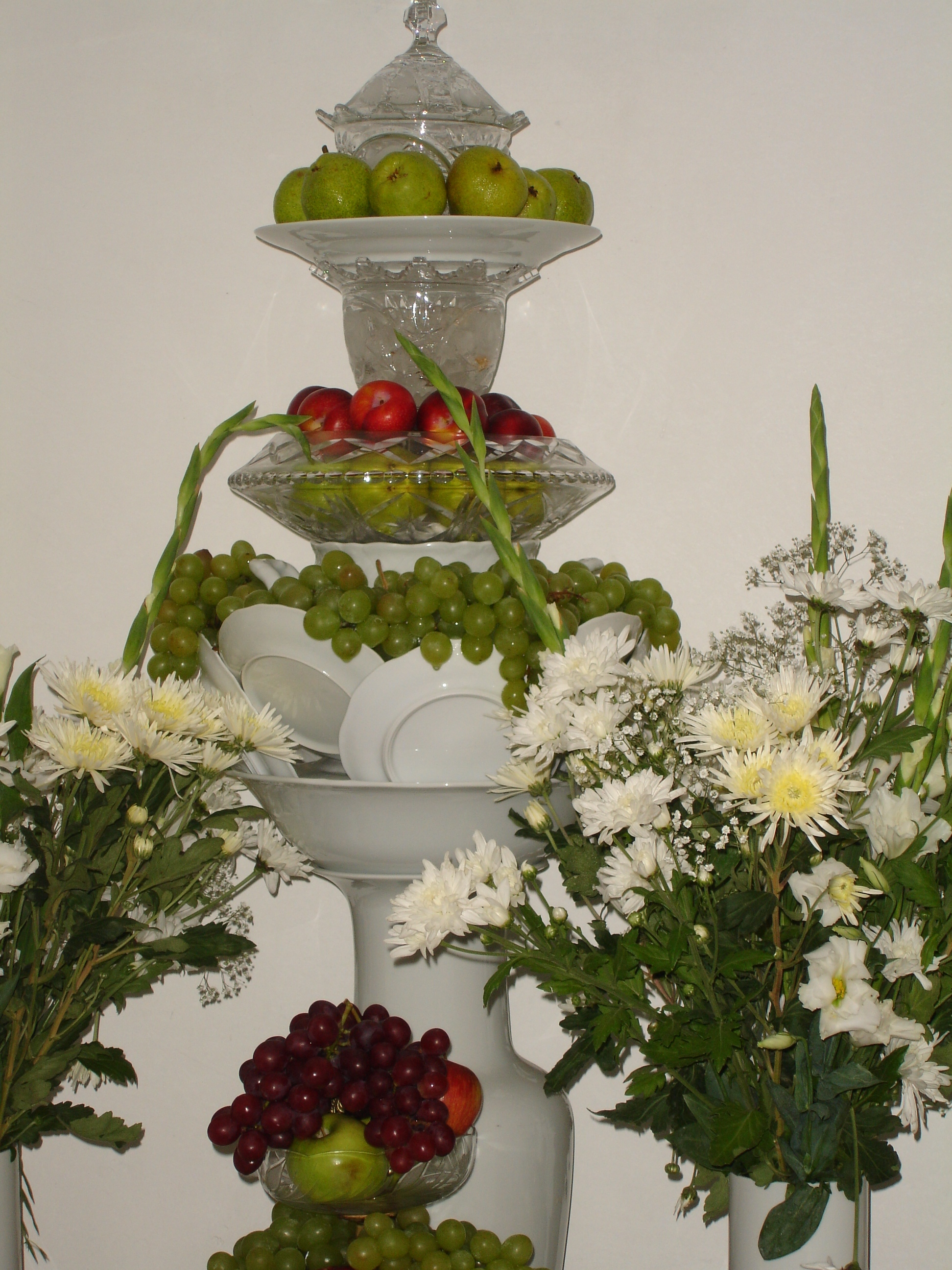
Ibá de Ori no candomblé do Ilê Axé Ijino Ilu Orossi

Bori ou obori é um ritual das religiões tradicionais africanas e diáspora africana como culto de Ifá, Candomblé e outras, que harmoniza e diminui a ansiedade, o medo, a dor e a tristeza trazendo a esperança, alegria e a harmonia. É através do jogo de Búzios que o babalorixá recebe as instruções para realizar este ato ritualístico. Desta forma, o Bori é uma das oferendas mais importantes que visa o bem estar individual no Candomblé. O Ritual de Bori é muito sério, complexo e profundo. Ori significa, literalmente, cabeça e é, misticamente, o primeiro Orixá a ser cultuado. Seu objetivo é o de alimentar o Ori Eledá, seja qual for o sexo, raça, profissão, idade, nível social da pessoa.
Omi (água) e obi (semente africana), por exemplo, são elementos indispensáveis no Bori.
Bori é um ritual da religião tradicional iorubá e consequentemente das suas afrodescendentes, como o candomblé, e principalmente os da candomblé Queto. É um rito elaborado a quem se propõe a ingressar na religião dos orixás.
O homem e a Mulher iorubá cultuam o seu elemento mais sacro, o ori, sua cabeça. Bori é o rito de oferenda à cabeça (ebó ori), que consiste em assentar, sacralizar, reverenciar e ofertar o Orixá Ori, portanto, cultuar e louvar ori e assim estabelecer o elo entre a cabeça material (ori) do neófito e sua cabeça espiritual, ou seja, criar a harmonia e equilíbrio necessários à vida.
A coexistência do ori físico e do ori espiritual de quem se submete ao Bori perfaz o orixá Ori, e, é através dos ritos próprios do bori, que se estabelece essa  comunhão, é assim que se busca a estabilidade espiritual. É desta forma que se consegue optar e viver melhor, o mais próspero possível. Ori é quem sempre está mais próximo do ser humano, portanto é fundamental harmonizar a coexistência.
Somente o  orixá Ori, é assentado, sacralizado, reverenciado (ver Ibá de Ori) e ofertado no cerimonial do bori, esse é  um dos mais importantes rituais da religião, pois abrange todos os adeptos de forma igualitária e sem distinções. Assim sendo, deve-se sempre rogar e ofertar antes de qualquer outro orixá. Como diz um verso religioso iorubá (ẹsẹ ifá): “Nenhuma divindade poderá ser adorada, sem o consentimento do seu próprio Ori.”
É também digno de nota, que os elementos usados para simbolizar o ori em seu assento são únicos, pois, diferem e nem tampouco se assemelham, nem externamente e tampouco interiormente com nenhum dos outros assentamentos dos orixás que comumente geram transe, ou seja: não é simbolizado, por exemplo, com um ocutá e/ou ota (pedra ou seixo) e nem em irim (ferro)." (Barretti Fº, (1984) 2012 (dados e recortes).) De forma que o assentamento de Orí não tem pedra de nenhuma forma, finalidade ou propósito.